# Лассі (напій)
Лассі (англ. lassi) — традиційний напій на Індійському субконтиненті, який готується з йогурту, молока, спецій, прянощів, меду, цукру та фруктів. Може мати солодкий або солоний смак. Його п'ють влітку у жарку погоду, щоб освіжитись. Вперше почали готувати на півночі Індії. Є популярним нині напоєм в Індії, Бангладеші, Пакистані та ін.

## Особливості приготування різних лассі
- Традиційний лассі є солодким або солоним, в залежності від того, що додається за смаком — цукор, солодкі фрукти або сіль. Готується він на основі йогурту з додаванням молока або води.
- Солодкий лассі, звичайно ж, містить цукор. До нього також за смаком додаються лимон, полуниця або ж фруктові соки.
- Сьогодні найпопулярнішим у світі є напій лассі з манго, який готується з йогурту, молока та шматочків манго. Іноді до нього додають цукор та фісташки.
- В Індії екзотичним лассі вважається лассі з конопель або бханг лассі, який можна купити у магазинах з ліцензією на продаж такого виду напою[2].
- Чаас (chaas) — це вид солоного лассі, в якому дуже багато води та солі, свіжого коріандру або кмину. Вживається під час прийому їжі або після.
- Готують також, згідно кулінарних рецептів, шафран лассі та маккханія лассі (вершковий коктейль), останній з яких містить шматочки масла.

## Галерея

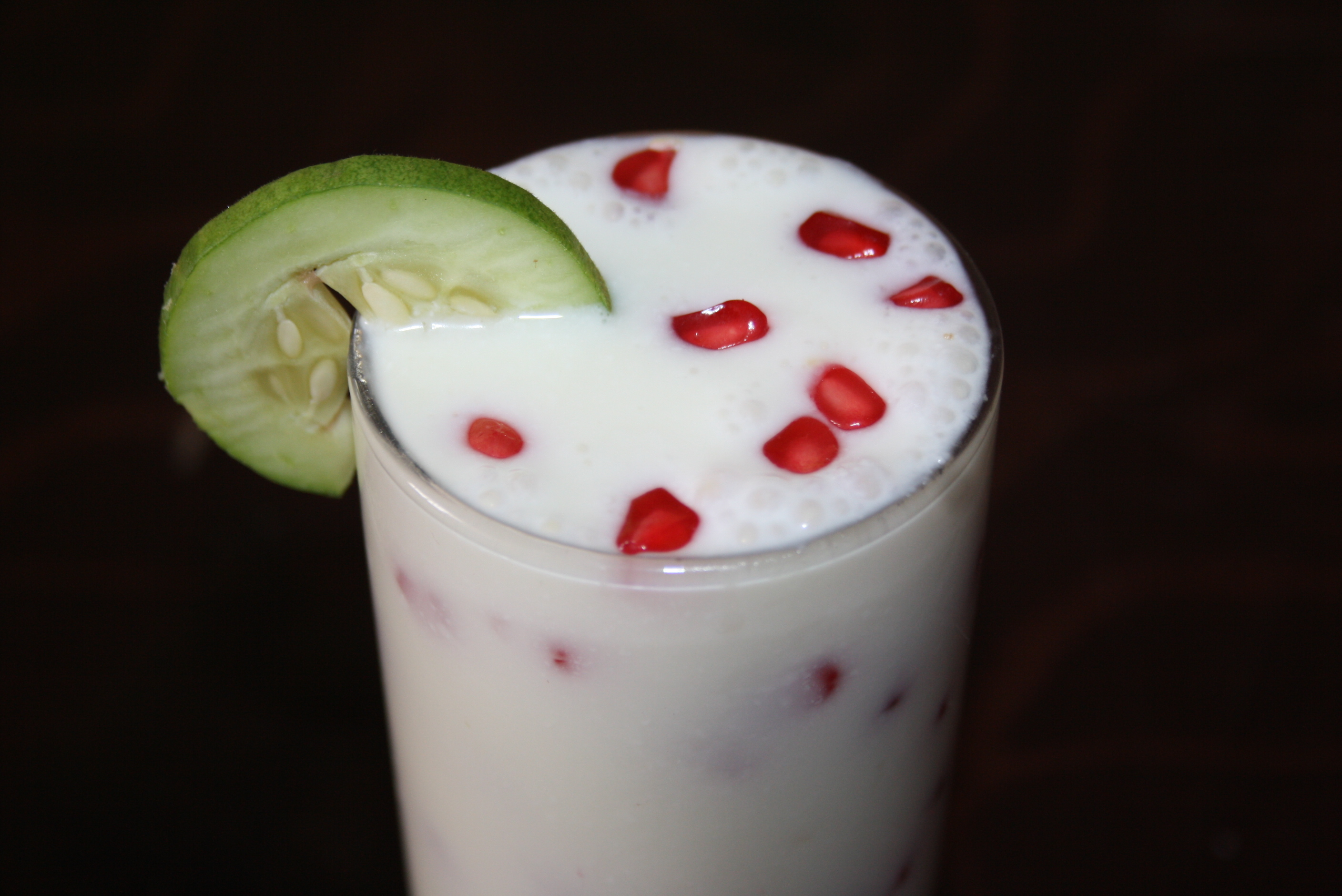
Солодкий напій лассі
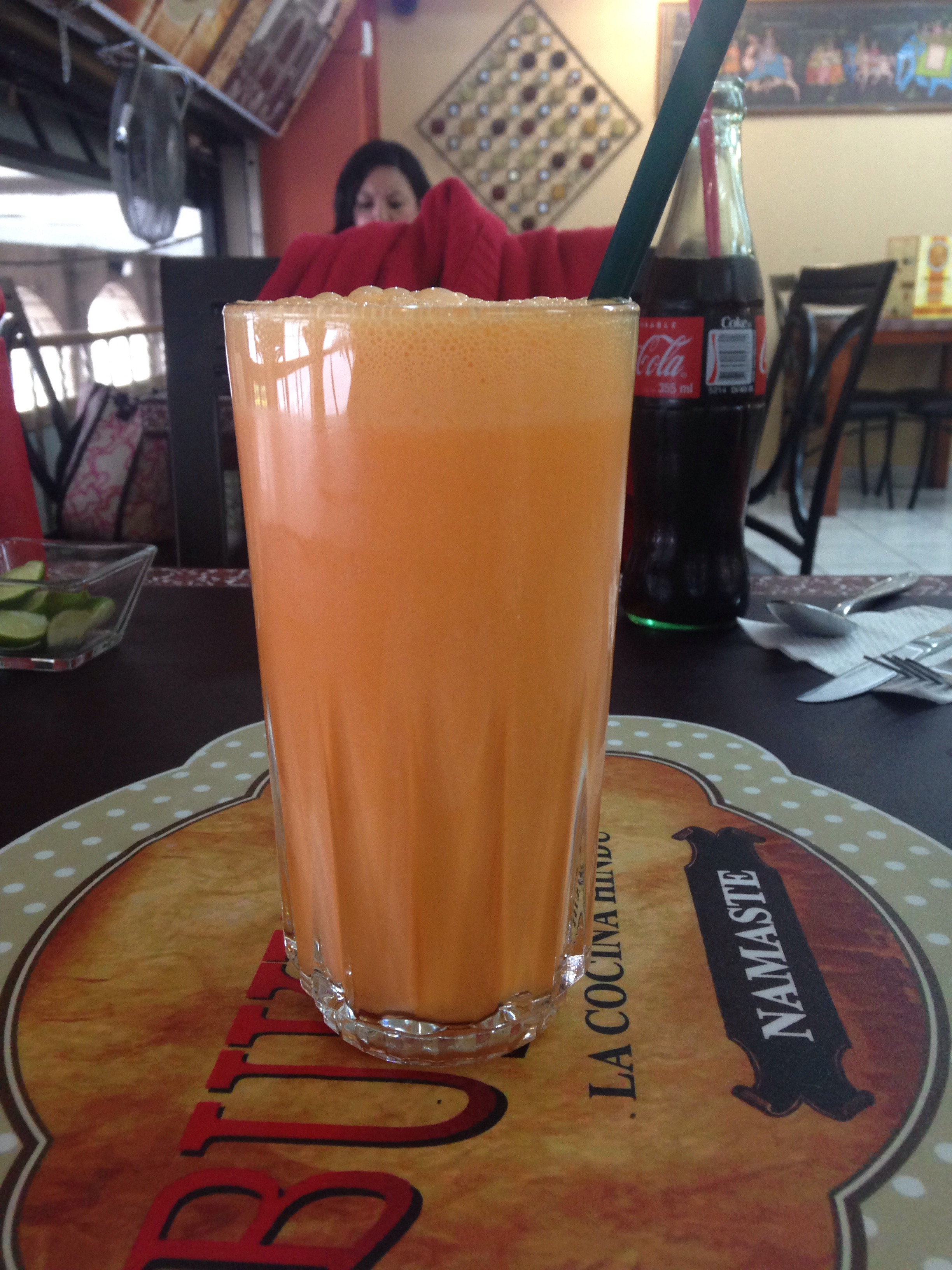
Лассі з манго
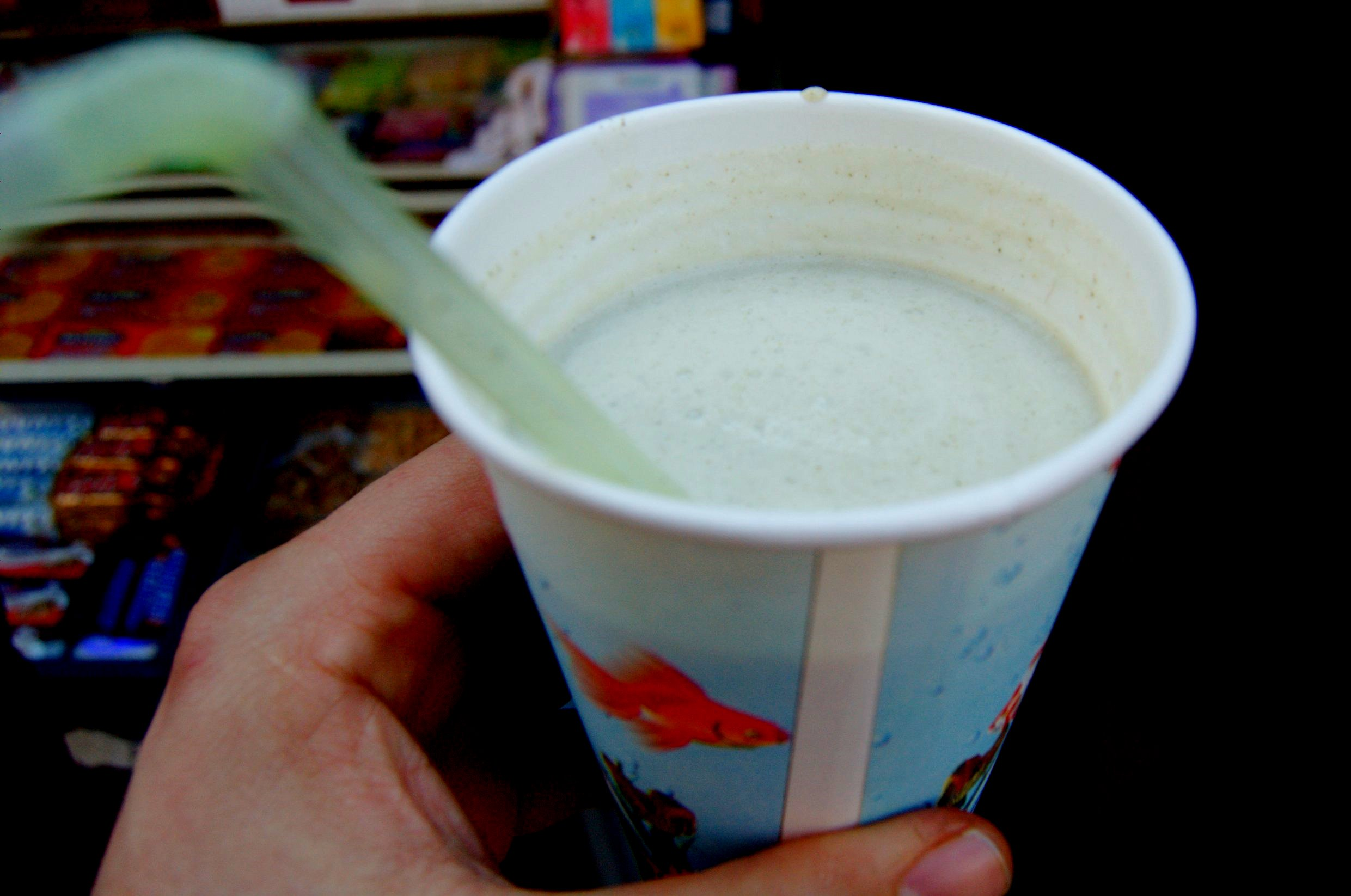
Бханг лассі
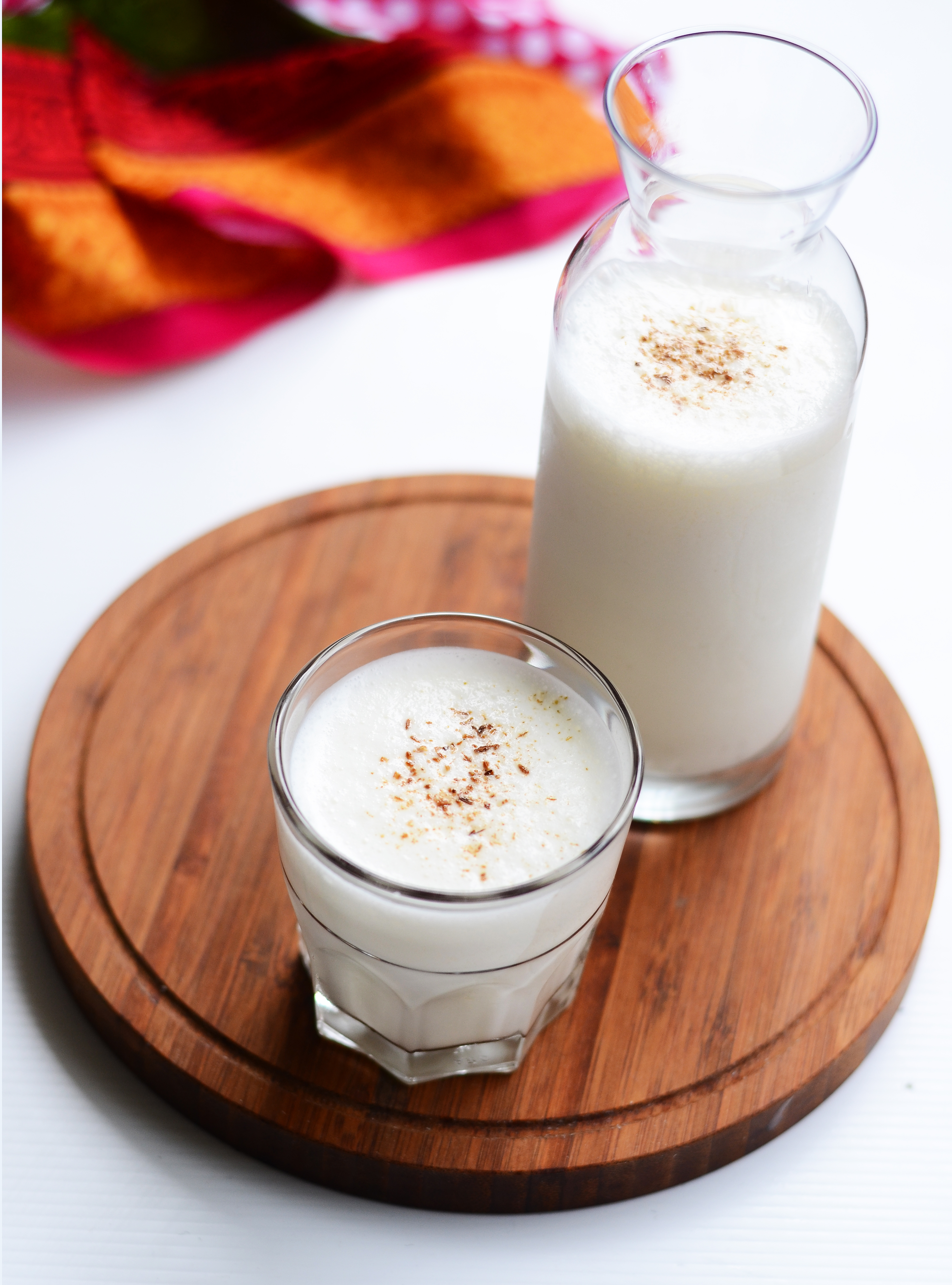
Солоний напій лассі